# Список исторических столиц Ирана
Список представляет собой хронологический перечень административных центров государств, чья территория занимала главным образом территорию современного Ирана. Если какое-либо государство стало занимать большую часть территории Ирана в результате экспансии, например, государства Тахиридов, Саманидов, Газневидов или Хотаков, то указывается тот город (города), который стал или являлся столицей того или иного государства в то время.
- Древний Иран
  - Экбатана — Мидийское царство
  - Пасаргады — Ахеменидская империя
  - Тахт-е Джемшид (Персеполь) — Ахеменидская империя
  - Сузы — Ахеменидская империя
  - Саддарвазех (Гекатомпил) — Парфянское царство
  - Ктесифон — Парфянское царство
  - Истахр — Сасанидская империя
  - Ктесифон — Сасанидская империя
  - Бишапур — Сасанидская империя
- Средневековый Иран
  - Ктесифон — Сасанидская империя
  - Медина — Праведный халифат
  - Эль-Куфа — Праведный халифат
  - Фуман — Дабуидское царство
  - Перим — Баванидское царство
  - Дамаск — Омейядский халифат
  - Багдад — Аббасидский халифат
  - Самарканд — Саманидский эмират
  - Мерв — Тахиридский эмират
  - Нишапур — Тахиридский эмират
  - Зарандж — Саффаридский эмират
  - Нишапур — Саффаридский эмират
  - Мераге — Эмират Саджидов
  - Бухара — Саманидский эмират
  - Ардебиль — Эмират Саджидов
  - Сари — Баванидское царство
  - Исфахан — Государство Зияридов
  - Багдад — Эмират Буидов
    - Рей — Эмират Рей (Эль-Джибаль)
    - Шираз — Эмират Шираз (Фарс)

  - Газни — Газневидский эмират
  - Рей — Сельджукский султанат
  - Исфахан — Сельджукский султанат
  - Фирзукух — Гуридский султанат
  - Хамадан — Иракский султанат
  - Герат — Гуридский султанат
  - Гургандж — Хорезмийское шахство
  - Газни — Гуридский султанат
  - Лахор — Гуридский султанат
  - Самарканд — Хорезмийское шахство
  - Марага — Хулагуидское ханство (Иранзамин)
  - Тебриз — Хулагуидское ханство (Иранзамин)
  - Сольтание — Хулагуидское ханство (Иранзамин)
  - Йезд — Музаффаридское шахство
  - Шираз — Музаффаридское шахство
  - Самарканд — Тимуридский эмират
  - Герат — Империя Тимуридов
  - Тебриз — Султанат Кара-Коюнлу
  - Диярбакыр — Султанат Ак-Коюнлу
  - Тебриз — Султанат Ак-Коюнлу
  - Багдад — Султанат Ак-Коюнлу
- Современный Иран
  - Тебриз — Сефевидская империя
  - Казвин — Сефевидская империя
  - Исфахан — Сефевидская империя
  - Исфахан — Эмират Хотаки
  - Исфахан — Сефевидская империя
  - Мешхед — Афшаридская империя
  - Шираз — Империя Зендов
  - Исфахан — Империя Зендов
  - Тегеран —  Каджарский Иран
  - Тегеран — Шаханшахское Государство Иран
  - Тегеран  — Исламская Республика Иран